# Kasinka (vattendrag i Vitryssland)
Kasinka (ryska: Касинка) är ett vattendrag i Belarus.   Det ligger i voblasten Mahiljoŭs voblast, i den nordöstra delen av landet, 210 km öster om huvudstaden Minsk.
Omgivningarna runt Kasinka är en mosaik av jordbruksmark och naturlig växtlighet. Runt Kasinka är det glesbefolkat, med 16 invånare per kvadratkilometer.